# Agilone
Agilone (in latino Agilo; fl. 354-366) è stato un generale romano di origine alemanna, che servì sotto gli imperatori Costanzo II e Giuliano (figlio e nipote di Costantino I) e sotto l'usurpatore Procopio.

## Biografia

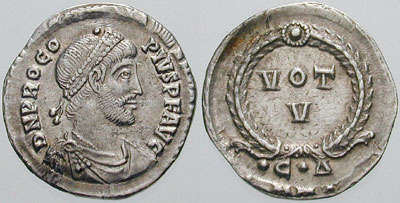
Moneta raffigurante Procopio, usurpatore contro l'imperatore Valente; con la sua defezione a favore di Valente poco prima dello scontro decisivo, Agilone decretò la fine della rivolta di Procopio e la sua cattura ed esecuzione.

Nel 354 Agilone aveva il rango di tribunus stabuli; successivamente assunse il comando di una schola (tribunus Gentilium et Scutariorum), una unità della guardia imperiale. Nel 360 sostituì Ursicino nel ruolo di magister peditum praesentialis, che lo fece entrare nello stato maggiore di Costanzo II; secondo lo storico Ammiano Marcellino, che aveva fatto parte dello stato maggiore di Ursicino, si trattò di un salto di rango eccessivo. In tale capacità, nel 361, Agilone e Arbizione furono inviati da Costanzo a vigilare sul Tigri, ma per mancanza di truppe tornarono a Ierapoli.
Nel novembre/dicembre del 361 Giuliano, cesare e cugino di Costanzo che si era ribellato all'imperatore, lo inviò a sopprimere una rivolta ad Aquileia, avvertendo gli abitanti della morte di Costanzo, compito che Agilone portò a termine con successo.
Giuliano lo nominò giudice del tribunale di Calcedonia, incaricato di punire i colpevoli di tradimento della corte di Costanzo, ma nel 362 Agilone si ritirò a vita privata. Si stabilì in Oriente e si imparentò con una potente famiglia sposando Veziana, figlia di Arassio, un potente e influente amico di Giuliano.
Con la morte di Giuliano, nel 363, la dinastia costantiniana si estinse, e salirono al potere i fratelli Valentiniano I e Valente, che si spartirono l'impero, l'oriente toccando a Valente. Facendo leva sui sentimenti di lealtà alla dinastia di Costantino, Procopio, un membro della dinastia costantiniana, si ribellò a Valente (365). Agilone si schierò dalla parte dell'usurpatore, diventandone uno dei due generali; grazie alla sua influenza, Arassio ottenne la carica di prefetto del pretorio d'Oriente dell'usurpatore. Dopo una serie di rovesci iniziali, Valente riuscì a riguadagnare terreno e a costringere Procopio ad una battaglia campale, la battaglia di Tiatira (marzo/aprile 366), in cui gli inflisse una sconfitta soprattutto grazie alla defezione del generale Gomoario. Procopio, seguito da Agilone, fuggì con una parte delle sue truppe, ma fu nuovamente raggiunto e costretto alla battaglia a Nacoleia; poco prima dello scontro (26 maggio 366), Agilone e tutti i suoi uomini passarono dalla parte di Valente, segnando il destino di Procopio, che fu catturato e messo a morte; grazie alla sua defezione, Agilone fu solo lievemente punito da Valente.